# 瓦倫丁角
瓦倫丁角（英語：Cape Valentine），是南極洲的海岬，位於南設得蘭群島的象島東北端，在1822年由美國和英國的捕海豹者命名，現時由南極條約體系管理。